# Marcin Kuźba
Marcin Kuźba est un footballeur polonais, né le 15 avril 1977 à Tomaszów Mazowiecki.

## Carrière
- 1989-1992 : LKS Lubochnia  Pologne
- 1992-1995 : Gwarek Zabrze  Pologne
- 1995-1998 : Górnik Zabrze  Pologne
- 1998-1999 : AJ Auxerre  France, 5 matchs, 0 but
- 1999-septembre 2001 : FC Lausanne-Sport  Suisse
- Oct. 2001-2002 : AS Saint-Étienne  France, 27 matchs, 4 buts
- 2002-2003 : Wisła Cracovie  Pologne
- 2003-2004 : Olympiakos  Grèce
- 2004-2007 : Wisła Cracovie  Pologne
- 1er janvier 2007-1er juillet 2007 : Górnik Zabrze  Pologne
- retraite le 1er juillet 2007

## Palmarès
- 6 sélections et 2 buts avec l'équipe de Pologne.
- Meilleur buteur de la C3 en 2001 avec le FC Lausanne-Sport